# Пиранга
Пиранга (порт. Piranga) — муниципалитет в Бразилии, входит в штат Минас-Жерайс. Составная часть мезорегиона Зона-да-Мата. Входит в экономико-статистический микрорегион Висоза. Население составляет 17 511 человек на 2006 год. Занимает площадь 657,484 км². Плотность населения — 26,6 чел./км².

## История
Город основан 5 октября 1870 года.

## Статистика
- Валовой внутренний продукт на 2003 год составляет 47 781 594,00 реалов (данные: Бразильский институт географии и статистики).
- Валовой внутренний продукт на душу населения на 2003 год составляет 2764,98 реалов (данные: Бразильский институт географии и статистики).
- Индекс развития человеческого потенциала на 2000 год составляет 0,661 (данные: Программа развития ООН).

## География
Климат местности: тропический.